# كليوباترا وقيصر
كليوباترا وقيصر تُعرف أيضاً باسم كليوباترا أمام قيصر، هي لوحة زيتية للفنان والأكاديمي الفرنسي جان ليون جيروم، اكتملت عام 1866. كانت اللوحة قد رُسمت في الأصل بتكليف من المحظية الفرنسية لا بايفا لكنها لم تكن راضية عن اللوحة بعد اكتمالها وأعادتها لجيروم. عُرضت اللوحة في صالون 1866 والأكاديمية الملكية للفنون عام 1871.
تعد لوحة جيروم واحدة من أوائل الصور الحديثة لكليوباترا والتي تبدو خارجة من بساط في حضور يوليوس قيصر، وتسبب عدم الدقة التاريخية البسيطة في ترجمة فلوطرخس لـحياة قيصر والتغيير الدلالي لكلمة «البساط» بمرور الوقت. يعتبر هذا العمل مثالاً كلاسيكياً على الهوس بالمصريات وقد تم إنتاجه على نطاق واسع بواسطة غوبيل، مما أتاح وصوله إلى شريحة عريضة من الجمهور.
كانت اللوحة لدى مصرفي كاليفورنيا داريوس أوغدن ميلز وظلت ضمن مجموعة عائلة ميلز الفنية على مدار قرن حتى بيعت لجامع فنون خاص عام 1990.

## وصف اللوحة
تدور اللوحة في عام 47 ق.م، عندما كانت كليوبترا تقف أمام يوليوس قيصر مباشرة بعد أن قامت خادمتها أبولودوروس بتهريبها إلى القصر داخل بساط. تظهر الشخصيات بنصف حجمها الحقيقي تقريباً. منذ عرضها عام 1866، اشتهر العمل بأسماء أخرى، مثل كليوبترا أمام قيصر، وأحدثها كليوبترا وقيصر.

## الملكية
اشترى اللوحة مصرفي وفاعل الخير ومطور عقارات نيويورك داريوس أوغدن ميلز في عقد 1870، وظلت ضمن مجموعة عائلة ميلز الفنية حتى بيعت لجامع لوحات خاص عام 1990.